# 川崎市女子職員内ゲバ殺人事件
川崎市女子職員内ゲバ殺人事件（かわさきしじょししょくいんうちゲバさつじんじけん）とは、1975年（昭和50年）3月27日に神奈川県川崎市川崎区で発生した中核派による内ゲバ殺人事件。
中核派と革マル派による内ゲバは殺人を伴う激しいものになっていたが、女性が殺害された事件は全国で初めてであった。

## 事件の概要
1975年（昭和50年）3月27日午後4時35分ごろ、神奈川県川崎市川崎区宮本町川崎市役所裏口の路上で若い男の3人組が川崎市職員の女性（以下、N）を鉄パイプで頭などを滅多打ちにする事件が発生した。その時、Nは周囲に助けを求めたが、気を失って倒れてしまい、その後、病院に運ばれたが左後頭部頭蓋骨骨折で既に死亡していた。3人組の1人はその場で市職員らにより取り押さえられ、川崎警察署員が殺人の現行犯でその男を逮捕した。
県警によると、3月27日午後4時ごろ、川崎市役所に勤務中のNに男から電話があり、Nは市役所裏の駐車場に呼び出された。Nは男達と話していたが、やがて口論となり、Nが逃げようとしたところを男たちが背後からNを鉄パイプで滅多打ちにした。その後、3人組は川崎駅方面に逃げようとしたが、うち一人が警察に捕まった。現場には長さ52～62センチメートル、直径2.5センチメートルの鉄パイプ3本が残され、握りと先端は布テープで巻かれ、中は鉛が埋められていた。
逮捕された男は警察の調べに対し黙秘したが、「横浜の前進社に連絡してくれ」と話したことや、同支社の住所や地図の書かれた手帳を持っていたことから、県警は3月28日、横浜市中区長者町9丁目「前進社神奈川支社」を殺人の疑いで家宅捜索し、機関紙『前進』の他、鉄パイプ、鉄材、ビラなどを押収した。
男の身元確認は難航したが、ビラを配り情報提供を呼び掛けたところ、実兄が名乗り出たことで身元が判明し、3月29日に殺人罪で送致された。
その後、『前進』は同年3月31日号で声明を発表し、「反革命白色テロ分子を完全せん滅（中略）川崎市職潜入分子Nに復讐の階級的鉄槌」と、中核派の最高幹部本多延嘉の殺害事件（同年3月14日）に対する報復であると表明した。
中核派はこの事件後も革マル派関係者を標的にした殺人事件を繰り返し、双方の内ゲバは激化していった。
Nは都立日比谷高校卒業後、1967年（昭和42年）4月、現役で東京教育大学文学部ドイツ文学専攻に入学した。その後、Nは学内の演劇研究会に入会したが、このサークルは革マル派の拠点だった。ただ、Nは同大学の筑波移転反対闘争が激化していた1968年（昭和43年）秋においても、演劇への情熱を持っていた。
1971年（昭和46年）春には、人数が減っていた大学内サークル「教育大学新聞会」に、他の学生とともに新しく入会したが、従来の会員は退会・卒業によっていなくなっていた。その『教育大学新聞』は、1973年（昭和48年）4月10日号を最後に、彼女の卒業とともに廃刊になっている。このことから、他の革マル系会員が新聞発行にあまり熱心でない中で、Nがひとりで『教育大学新聞』を支えていたのではないかとの見方もある。
1973年（昭和48年）3月、東京教育大学を卒業したNは川崎市で初めての大学出身の女性事務職員として採用され、市民局広報課第二係に配属、市政だより、ポスター製作などを担当していた。また、その時のNは革マル派幹部と親密な関係にあり、同派の集会によく参加していたという。事件の1か月ほど前から連日のように若い男から市役所のN宛に電話がかかり、その都度Nは「人違いでしょう」「忙しいから失礼します」と電話を切っていた。事件当日の3月27日にも、午後3時頃に若い男から市役所にN宛ての電話があり、そして、4時過ぎにNが職場から急に居なくなり、事件に遭ったのである。
Nの父によると、Nは高校在学中から学生運動を始め、大学は活動のために進級が遅れ、6年間在籍した。就職後もNは活動を続け「身辺に危険があるから」という理由で、実家近くのアパートで一人暮らしをしていたという。
東京教育大学の学生・卒業生が内ゲバの被害者となった事件としては、この他に「東京教育大学生リンチ殺人事件」がある。